# البردون (ذمار)
البردون هي إحدى قرى الجمهورية اليمنية. وهي تتبع جغرافيًا لمحافظة ذمار. وإداريًا لمديرية الحداء. يبلغ تعداد سكانها 4367 نسمة حسب الإحصاء الذي أجري عام 2004، وهي مسقط رأس الشاعر والأديب عبد الله صالح حسن الشحف البَرَدُّوْنِي.